# Thiéfosse
Thiéfosse – miejscowość i gmina we Francji, w regionie Grand Est, w departamencie Wogezy.
Według danych na rok 1990 gminę zamieszkiwały 643 osoby, a gęstość zaludnienia wynosiła 84 osoby/km² (wśród 2335 gmin Lotaryngii Thiéfosse plasuje się na 512. miejscu pod względem liczby ludności, natomiast pod względem powierzchni na miejscu 776.).